# Angelo Venturoli
Angelo Venturoli, né le 8 janvier 1749 à Medicina et mort le 7 mars 1821 à Bologne, est un architecte néo-classique italien des XVIIIe et XIXe siècles.

## Biographie

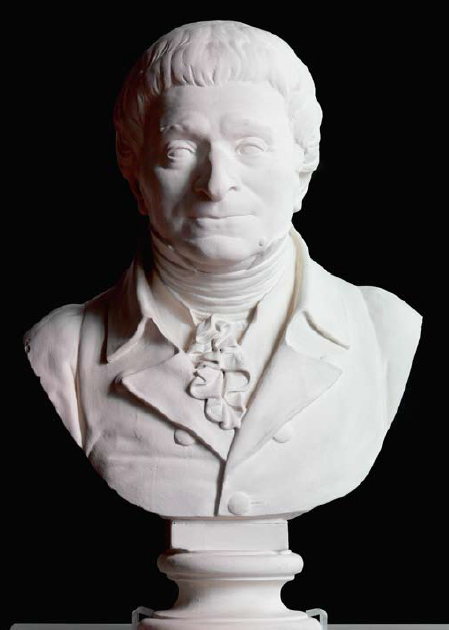
Giacomo De Maria, Ritratto di Angelo Venturoli, copie du modèle du XIXe siècle, Museo Civico di Medicina.

Angelo Venturoli naît en 1749 dans une famille modeste. Lorsque le père de Venturoli meurt, celui-ci est accueilli par un proche de sa mère, Luigi Dardani, qui a la possibilité de faire étudier Angelo et son frère à Bologne. Dès son jeune âge, Venturoli démontre un grand intérêt pour les beaux-arts, surtout pour l'architecture. Il commence ses études artistiques à l'Académie des beaux-arts de Bologne, alors appelée l'Accademia Clementina, sous Petronio Fancelli, études qui se poursuivent en à Venise, en Vénétie, où il part reconstruire une villa à Castelfranco Veneto, près de Trévise, avec le cardinal Giovanni Cornaro Veneziano. C'est là qu'il découvre les travaux d'Andrea Palladio, Jacopo Sansovino et Vincenzo Scamozzi, de qui il prendra l'inspiration classique qui l'anime à travers sa carrière.
Lorsqu'il retourne à Bologne, il devient professeur à l'Académie, mais travaillera aussi comme architecte, acceptant des commandes de religieux, nobles et bourgeois. Il était un concepteur polyvalent, pouvant traiter des requêtes des plus variées, des monuments de fêtes aux bâtiments industriels, passant par les villas, palais et l'ameublement. Il est notamment le concepteur du Palazzo Hercolani et de la Villa Malvezzi Campeggi, considérés comme les Versailles de Bologne. Il maintient de bonnes relations avec les personnalités influentes de diverses époques, même entre 1796 et 1815, période d'alternance de gouvernements et de régimes opposés, ce qui lui a permis de rester actif.
Pendant sa carrière, il était le représentant principal des projets architecturaux néo-classiques de Bologne, recrutant de nombreux artisans et artistes locaux dans ses projets. Quelques mois avant sa mort, le 20 mai 1820, il a désigné Antonio Bolognini Amorini (it), le comte Luigi Salina et le sire Carlo Savini comme administrateurs et exécuteurs testamentaires. Il meurt le 7 mai de l'année suivante et est enterré au cimetière de la Chartreuse de Bologne. Selon les volontés de ce dernier, ses trois exécuteurs testamentaires fondent en 1825 avec l'héritage de Venturoli le Collegio Venturoli, institution caritative aujourd'hui connue sous le nom de la Fondation artistique du Collegio Venturoli (it). Son premier directeur était le sculpteur Giacomo De Maria, qui a plus tard sculpté un buste de l'architecte. Une biographie écrite par Antonio Bolognini Amorini sur Venturoli est publiée en 1827.

## Projets
Quelques-uns de ses projets les plus notables : 
- Monumento al Duca di Curlandia (Monument au duc de Courlande), 1786, Académie des beaux-arts de Bologne ;
- Strada maggiore (Route principale), 1793, Palazzo Hercolani ;
- Villa Modoni, 1793, Medicina ;
- Villa Malvezzi Campeggi, entre 1804 et 1812, Bagnarola (it) de Budrio ;
- Palazzo Bolognini Amorini Salina (en), rénovations, 1809, Bologne ;
- Bordel du comte Niccolò Fava Ghisilieri (it) rénovations, 1809, Ceretolo (it) ;
- Monumento Baldi Comi e Sala della Pietà, entre 1815 et 1816, Chartreuse de Bologne ;
- Église San Martino in Pedriolo, 1819, San Martino in Pedriolo (it).